# Zeta (rivière)
Pour les articles homonymes, voir Zeta.
La Zeta (cyrillique : Зета) est une rivière du Monténégro. Elle prend sa source près de Nikšić dans les collines de Planinica et se dirige vers l’est sur 86 km avant de rejoindre la rivière Morača juste au nord de la ville de Podgorica. Les eaux de cette dernière rivière se jettent dans le lac de Skadar et les eaux du lac sont évacuées par le fleuve Bojana qui termine sa course dans la mer Adriatique.
Le nom Zeta tire son origine dans des racines linguistiques signifiant « récolte » ou « grain ».
Une centrale hydroélectrique d’une puissance de 307 MW près de Nikšić utilise l’énergie de la rivière.